# Hietzing (metropolitana di Vienna)
Hietzing è una stazione della linea U4 della metropolitana di Vienna ubicata nel 13º distretto vicino al confine con il 14º ed è collegata allo snodo di traffico Kennedybrücke. Fino al 20 dicembre 1981 è stata il capolinea occidentale della linea U4.

## Descrizione
La stazione, a due binari laterali, si estende in un'area tra il fiume Vienna e la Schönbrunner Schlossstrasse, tra il ponte Kennedy e l'ex padiglione del tribunale a valle. Dato che l'ingresso del Tiergarten Schönbrunn si trova nelle immediate vicinanze della stazione, nelle vecchie mappe della rete metropolitana questa fermata era contrassegnata con un piccolo elefante stilizzato.

## Storia

### Tranvia a vapore eStadtbahna vapore
Prima dell'attuale stazione della metropolitana, nella stessa posizione si trovava la fermata Hietzing della tranvia a vapore tra Mödling e Schönbrunn, inaugurata il 27 ottobre 1883. La realizzazione della tratta Hietzing-Schönbrunn della nuova ferrovia urbana a vapore (Wiener Stadtbahn) che sostituì la tranvia precedente convertì la stazione di Hietzing in un interscambio tra il nuovo capolinea settentrionale della tranvia a vapore e la nuova infrastruttura.
L'edificio della stazione della Stadtbahn, realizzato da Otto Wagner su incarico della Commissione per i trasporti di Vienna, si trovava sul lato occidentale del vecchio ponte Hietzinger, più distante rispetto al centro cittadino, e fu completato nel marzo 1897. La nuova linea entrò ufficialmente in servizio il 1º giugno 1898.

### Stadtbahnelettrificata
A partire dal 4 giugno 1925 la Stadtbahn operata da treni a vapore fu sostituita dalla Stadtbahn elettrificata. In questa occasione, venne realizzato un terzo binario intermedio a quelli di servizio, tra il ponte Hietzinger e il Badhaussteg, per consentire lo scambio tra le direzioni. Per quest'opera, fu necessario abbattere il vecchio muro di sostegno meridionale per un tratto di circa 250 metri e ricrearne un altro a cinque metri di distanza in cemento prefabbricato. La fermata divenne a tutti gli effetti una stazione ferroviaria con funzioni di posto di movimento, evitando che tutti i treni dovessero arrivare fino alla Stazione di Vienna Hütteldorf per l'inversione della direzione di servizio.
Nell'ambito della realizzazione del ponte Kennedy, completato tra il 1963 e il 1964, l'edificio della stazione di Otto Wagner venne demolito e sostituito da una costruzione moderna, caratterizzata da una tettoia in cemento di forma ovale, che oltre alla biglietteria ospita alcuni punti di ristoro e svolge anche la funzione di raccordo tra i marciapiedi della stazione e il centro del ponte.

### U-Bahn
Il 31 agosto 1981 il vecchio servizio della Stadtbahn elettrificata venne sostituito dal nuovo servizio di metropolitana della linea U4 nella tratta verso Meidling Hauptstraße. In direzione di Hütteldorf venne attivato un servizio sostitutivo provvisorio fino all'inaugurazione della tratta U4 corrispondente, avvenuta il 20 dicembre 1981. Anche il sistema di inversione di marcia venne recuperato a uso della metropolitana come binario di servizio e venne usato per il traffico vero e proprio solo per un brevissimo periodo di tre settimane nel settembre 1981, quando si sperimentò, con esiti fallimentari, la linea unificata U2/U4.
All'inizio del 2000 è stato realizzato un accesso privo di barriere architettoniche tra il livello stradale e le banchine di accesso ai treni con un sistema di ascensori.

## Il Padiglione di Corte

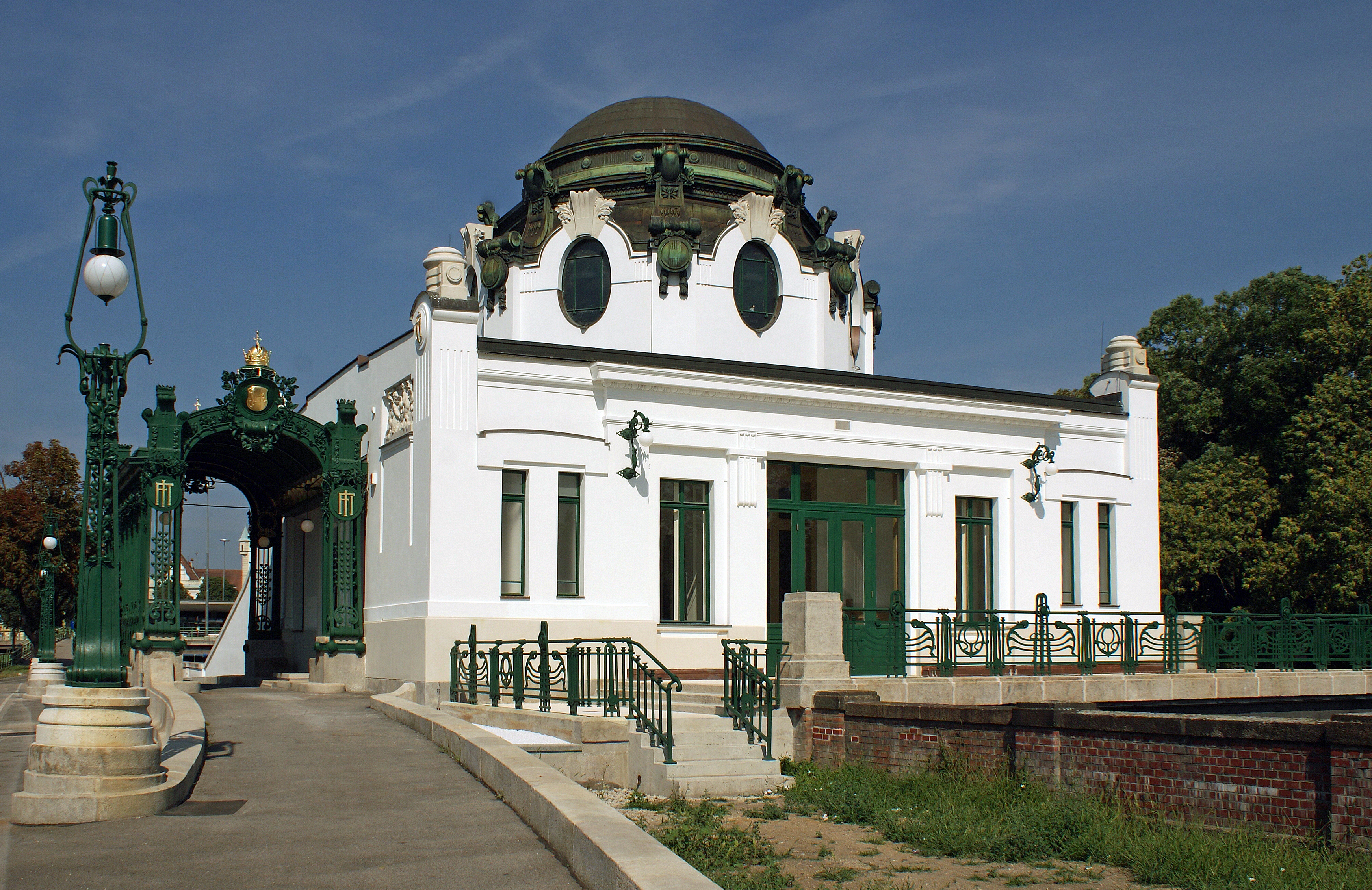
L'ingresso del Padiglione di Corte

Caratterizza la stazione il Padiglione della Corte Imperiale, che venne realizzato da Otto Wagner come sala d'attesa riservata all'imperatore e al suo seguito, ispirato alle sale d'attesa imperiali delle grandi stazioni dell'Impero austro-ungarico, nonostante non fosse previsto nei progetti originari. La struttura, che non consente più l'accesso ai binari, viene utilizzata dal Wien Museum come spazio espositivo.

## Ingressi
- Hietzinger Hauptstraße